# Bryum piliferum
Bryum piliferum är en bladmossart som beskrevs av Dickson 1801. Bryum piliferum ingår i släktet bryummossor, och familjen Bryaceae. Inga underarter finns listade i Catalogue of Life.